# Серво (Іспанія)
Се́рво (ісп. Cervo, МФА: [ˈsɛɾ.βo]) — муніципалітет і містечко в Іспанії, в автономній спільноті Галісія, провінція Луго, комарка Марінья-Оксіденталь. Розташоване у північно-західній частині країни, на березі Атлантичного океану. Входить до складу Лугоської діоцезії Католицької церкви. Площа муніципалітету — 77,86 км², населення муніципалітету — 4685 ос. (2009); густота населення — 
. Поштовий індекс — 27891. Телефонний код — 34 982.

## Назва
- Се́рво (гал. і ісп. Cervo, МФА: [ˈsɛɾ.βo]) — сучасна іспанська і галісійська назва.

## Географія
Муніципалітет розташований на відстані близько 480 км на північний захід від Мадрида, 75 км на північ від Луго.

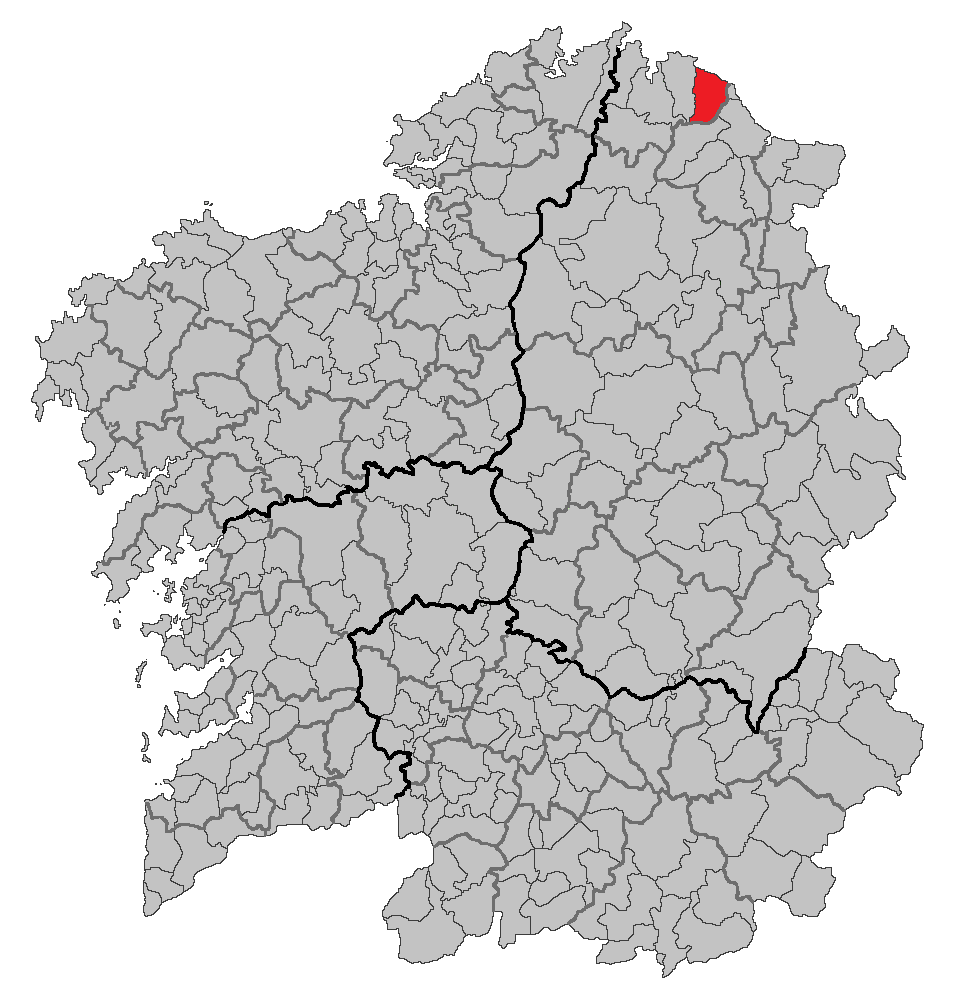
Муніципалітет у Галісії
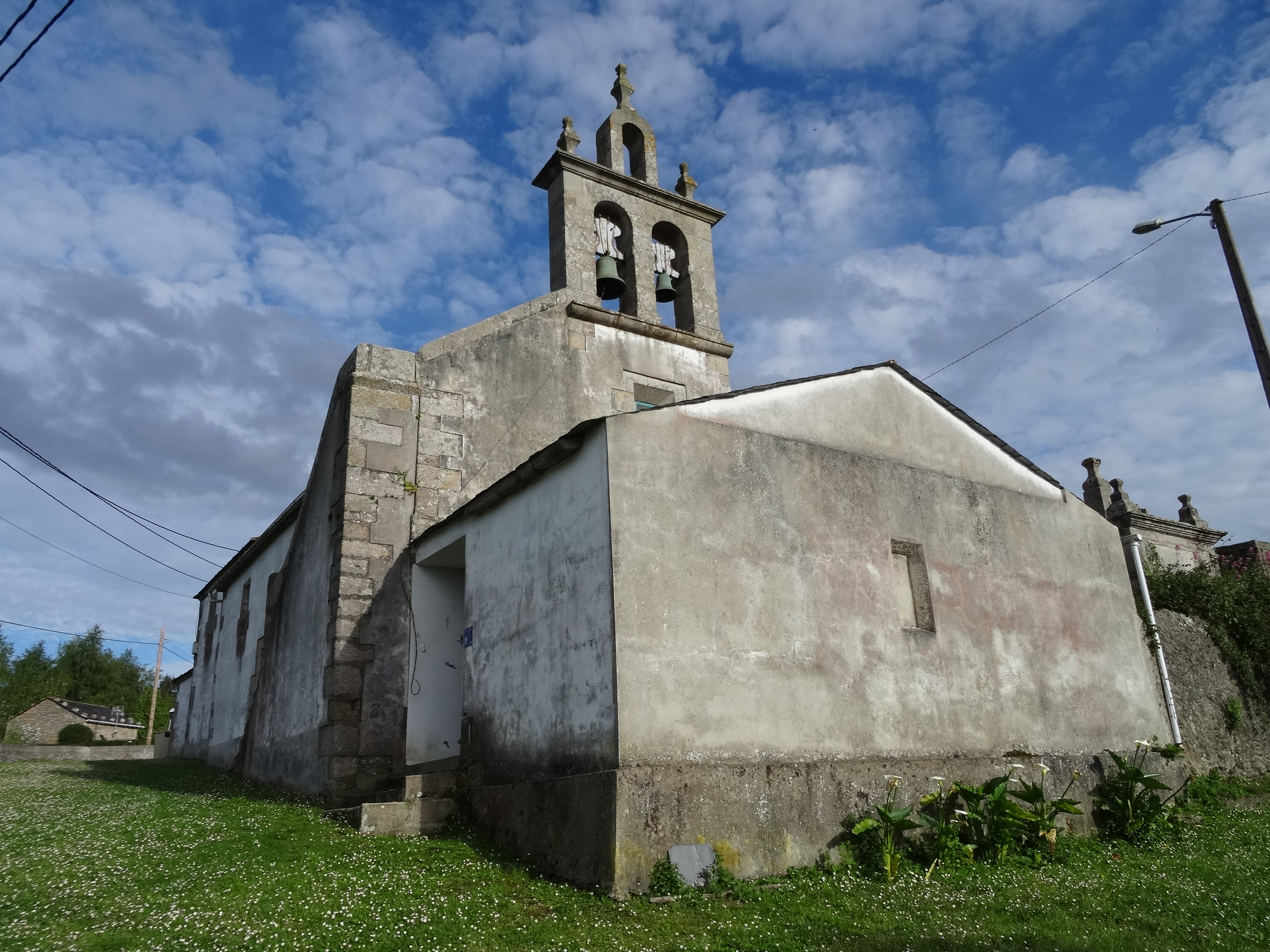
Церква св.
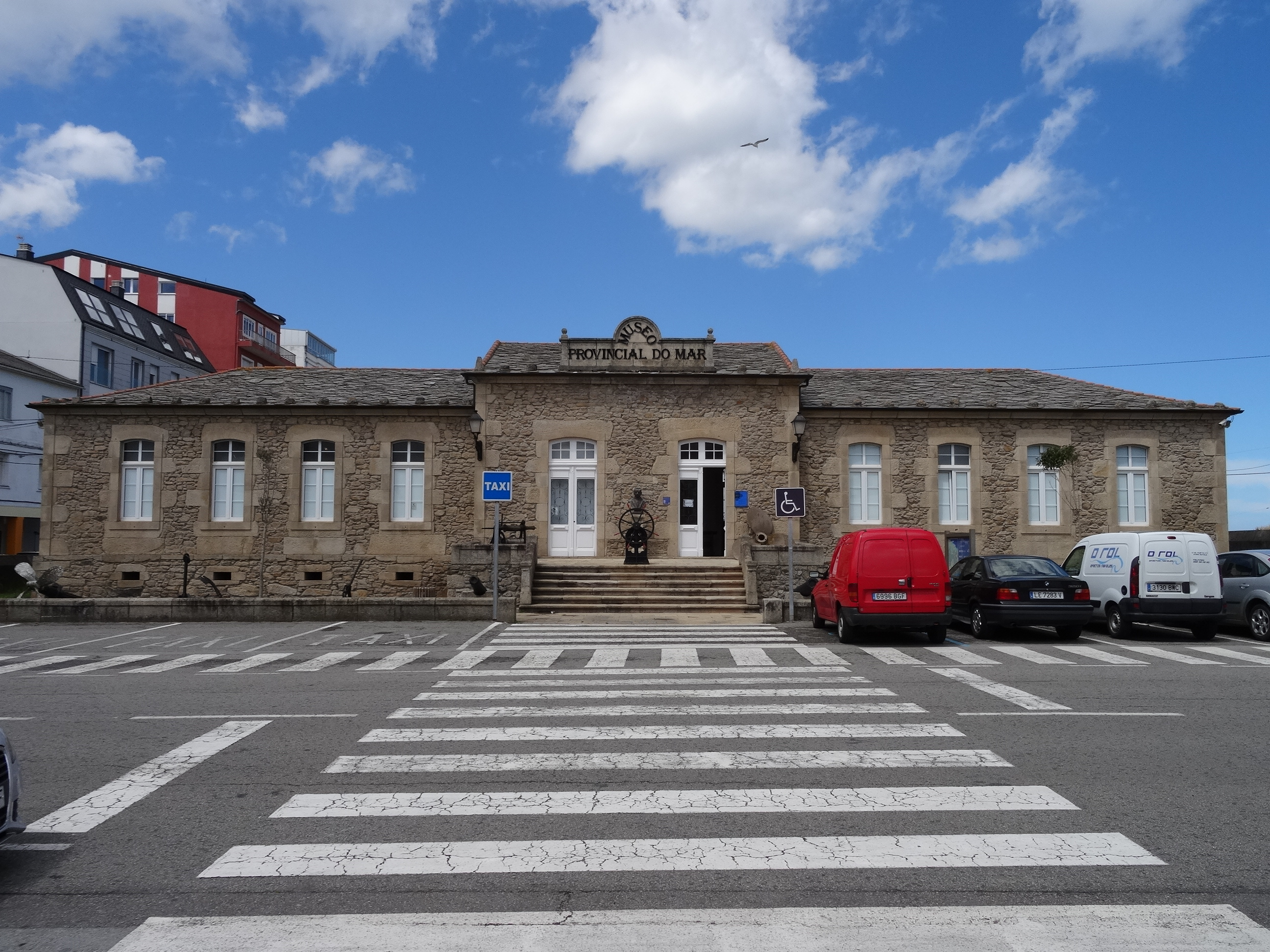
Музей моря
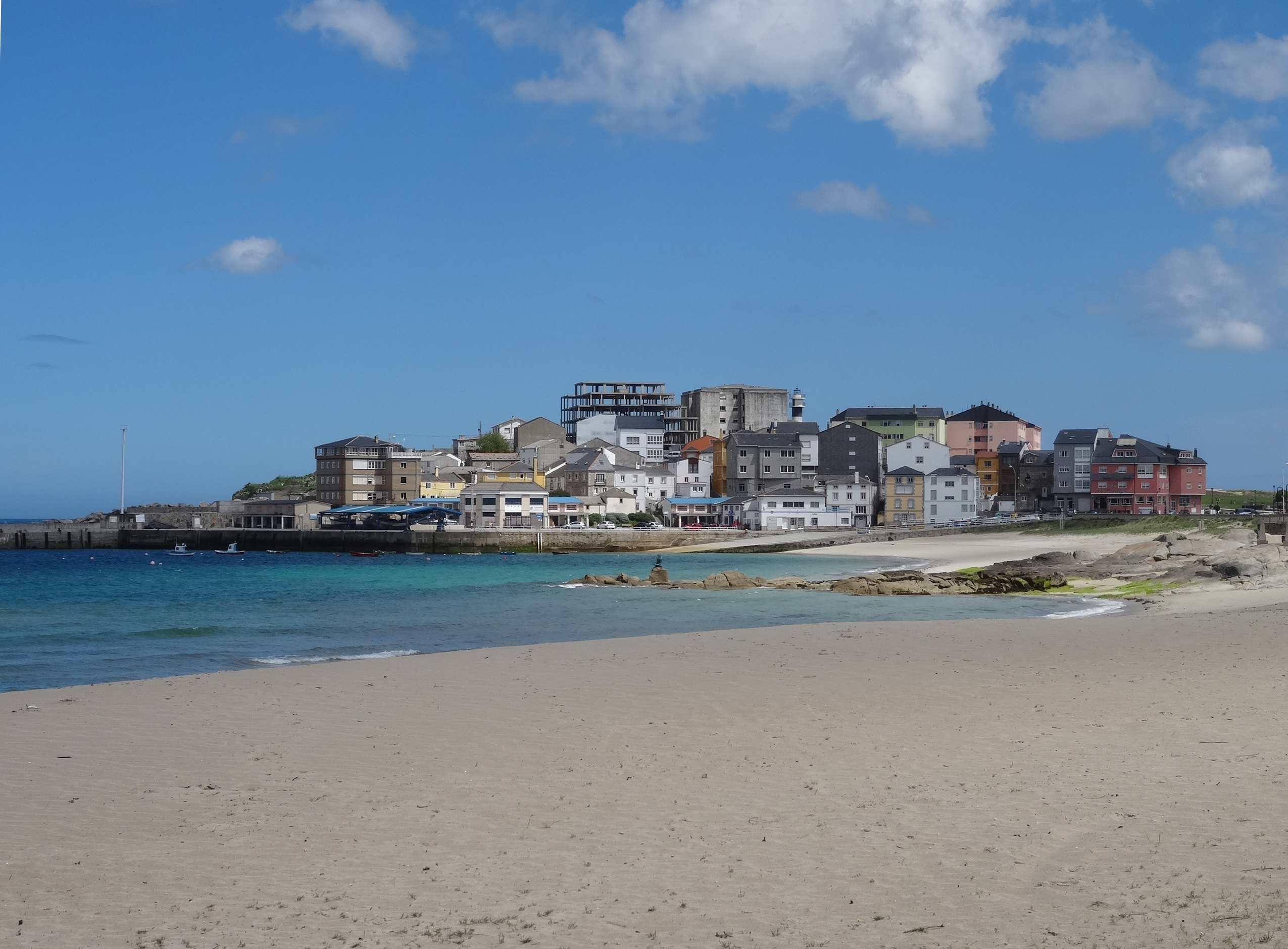
Пляж

## Демографія
Динаміка населення (INE ):

## Парафії
Муніципалітет складається з таких парафій:
1. Кастело
2. Льєйро
3. Руа
4. Сан-Роман-де-Вілаестрофе
5. Саргаделос
6. Серво

## Релігія
Серво входить до складу Лугоської діоцезії Католицької церкви.